# Sangala cyaneres
Sangala cyaneres är en fjärilsart som beskrevs av Louis Beethoven Prout 1916. Sangala cyaneres ingår i släktet Sangala och familjen mätare. Inga underarter finns listade.